# Сесіль Арнольд
Сесі́ль Арно́льд (англ. Cecile Arnold), при народженні Сесіль Лаваль Арнокс (англ. Cecile Laval Arnoux; квітень 1891, Луїсвілл, Кентуккі — 1931, Гонконг) — американська акторка епохи німого кіно, учасниця ревю «Навіженство Зігфелда».

## Життєпис
Сесіль Лаваль Арнокс народилася в Луїсвіллі, штат Кентуккі, у квітні 1891 року. Розпочала виступи в амплуа фатальної жінки в ревю «Навіженство Зігфелда». У 1913 році почала працювати в кінокомпанії Мака Сеннета Keystone Pictures Studio. За кар'єру знялася принаймні в 50 фільмах з такими зірками, як Чарлі Чаплін та його зведений брат Сідні, Роско Арбакл, Мак Свейн.
Завершила кар'єру в кіно 1917 року, аби одружитися з банкіром та переїхати на Схід. Вони розлучилися в 1919 році, і під час поїздки до Китаю з її братом, журналістом, вони зустріли Девіда Тоега, біржового брокера з багатої сирійської родини.
Арнольд одружилася з Тоегом і проживала з ним у Гонконгу. Згідно з книгою Брента Вокера «Фабрика веселощів Мака Сеннетта», вона виїхала з Гонконгу до Сан-Франциско в 1922 році, щоб народити дитину в Америці. Вона виїхала з Гонконгу 14 червня 1924 року, а 15 березня 1925 року в Сан-Франциско народила сина Роберта Рафаеля Тоега, який, як повідомляється, був результатом роману з Миколою Миколайовичем Меркуловим (1905—1972), російським купцем.
Померла Сесіль Арнольд 1931 року в Гонконзі від грипу.

## Вибрана фільмографія
- 1914 — Знайомство, що відбулося / Getting Acquainted — Мері
- 1914 — Реквізитор / The Property Man — сестра Goo-Goo
- 1914 — Карколомний багаж / The Baggage Smasher
- 1914 — Обличчя на підлозі бару / Face on the Bar Room Floor — Мадлен
- 1914 — Його нова професія / His New Profession — дівчина
- 1914 — Його доісторичне минуле / His Prehistoric Past — доісторична жінка
- 1914 — Марнотратники / The Rounders — гостя в готелі
- 1914 — Маскарадна маска / The Masquerader — акторка
- 1914 — Ці любовні муки / Those Love Pangs — блондинка
- 1914 — Тісто і динаміт / Dough and Dynamite — пекарка
- 1914 — Нахабний джентльмен / Gentlemen of Nerve — глядачка
- 1914 — Його музична кар'єра / His Musical Career — місіс Богач
- 1914 — Вино Фатті / Fatty's Wine Party — клієнтка ресторану
- 1914 — Викрадення дешевого автомобіля / Leading Lizzie Astray